# Чубинецька волость
Чубинецька волость (Великоєрчиківська) — історична адміністративно-територіальна одиниця Сквирського повіту Київської губернії з центром у селі Великі Єрчики.
Станом на 1886 рік складалася з 7 поселень, 7 сільських громад. Населення — 5880 осіб (2763 чоловічої статі та 3117 — жіночої), 791 дворове господарство.
|                     | Площа, десятин | У тому числі орної, дес. |
| ------------------- | -------------- | ------------------------ |
| Сільських громад    | 5535           | 4722                     |
| Приватної власності | 7485           | 4296                     |
| Іншої власності     | 374            | 298                      |
| Загалом             | 13394          | 9316                     |

Основні поселення волості:
- Великі Єрчики — колишнє власницьке село за 6 верст від повітового міста, 967 осіб, 115 дворів, православна церква, школа, постоялий будинок.
- Буки — колишнє власницьке село при річці Роставиця, 749 осіб, 99 дворів, православна церква, школа, 2 постоялих будинки, 2 водяних млини.
- Малі Єрчики — колишнє власницьке село, 1300 осіб, 147 дворів, православна церква, школа, постоялий будинок.
- Селезенівка[2] — колишнє власницьке село при річці Сквирка, 934 особи, 161 двір, православна церква, школа, 2 постоялих будинки, 2 водяних млини.
- Строків — колишнє власницьке село при річці Роставиця, 816 осіб, 169 дворів, православна церква, школа, постоялий будинок, винокурний завод.
- Чубинці — колишнє власницьке село при річці Роставиця, 771 особа, 83 двори, православна церква, школа, 2 постоялих будинки, 3 водяних млини, винокурний завод.

Наприкінці XIX сторіччя волосне правління було перенесено до села Чубинці й волость отримана назву Чубинецька. 
Старшинами волості були:
- 1909—1915 роках — Семен Феодорович Повар'[3],[4],[5],[6],[7].